# Steven Le Coquen
Steven Le Coquen (Chartres, 11 luglio 1991) è un pilota motociclistico francese.

## Carriera
Esordisce nel 2007 nella classe 125 del motomondiale, come wild card. Nel 2008 giunge al secondo posto nel campionato nazionale francese della 125 e corre un Gran Premio del mondiale, ancora come wildcard; nel 2009, sempre in occasione del Gran Premio motociclistico di Francia, ottiene un'altra wild card, sempre alla guida di una Honda e nella stessa classe senza riuscire a portare a termine la prova.
Nel 2010 ha gareggiato nel campionato europeo Superstock 600 su una Yamaha YZF R6 giungendo all'11º posto in classifica. Nelle annate successive prende parte a qualche edizione del mondiale Endurance.

## Risultati nel motomondiale
| 2007 | Classe | Moto  |  |  |  |  |    |  |  |  |  |  |    |  |  |  |  |  |  |  | Punti | Pos. |
| ---- | ------ | ----- |  |  |  |  | -- |  |  |  |  |  | -- |  |  |  |  |  |  |  | ----- | ---- |
| 2007 | 125    | Honda |  |  |  |  | 29 |  |  |  |  |  | NE |  |  |  |  |  |  |  | 0     |      |

| 2008 | Classe | Moto  |  |  |  |  |     |  |  |  |  |  |    |  |  |  |  |  |  |  | Punti | Pos. |
| ---- | ------ | ----- |  |  |  |  | --- |  |  |  |  |  | -- |  |  |  |  |  |  |  | ----- | ---- |
| 2008 | 125    | Honda |  |  |  |  | Rit |  |  |  |  |  | NE |  |  |  |  |  |  |  | 0     |      |

| 2009 | Classe | Moto  |  |  |  |     |  |  |  |    |  |  |  |  |  |  |  |  |  |  | Punti | Pos. |
| ---- | ------ | ----- |  |  |  | --- |  |  |  | -- |  |  |  |  |  |  |  |  |  |  | ----- | ---- |
| 2009 | 125    | Honda |  |  |  | Rit |  |  |  | NE |  |  |  |  |  |  |  |  |  |  | 0     |      |

| Legenda | 1º posto        | 2º posto            | 3º posto            | A punti      | Senza punti        | Grassetto – Pole position Corsivo – Giro più veloce |
| Legenda | Gara non valida | Non qual./Non part. | Ritirato/Non class. | Squalificato | '-' Dato non disp. | Grassetto – Pole position Corsivo – Giro più veloce |